# Gypona thoracica
Gypona thoracica är en insektsart som beskrevs av Fabricius 1803. Gypona thoracica ingår i släktet Gypona och familjen dvärgstritar. Inga underarter finns listade i Catalogue of Life.